# Hiermont
Hiermont és un municipi francès situat al departament del Somme i a la regió dels Alts de França. L'any 2007 tenia 128 habitants.

## Demografia

### Població

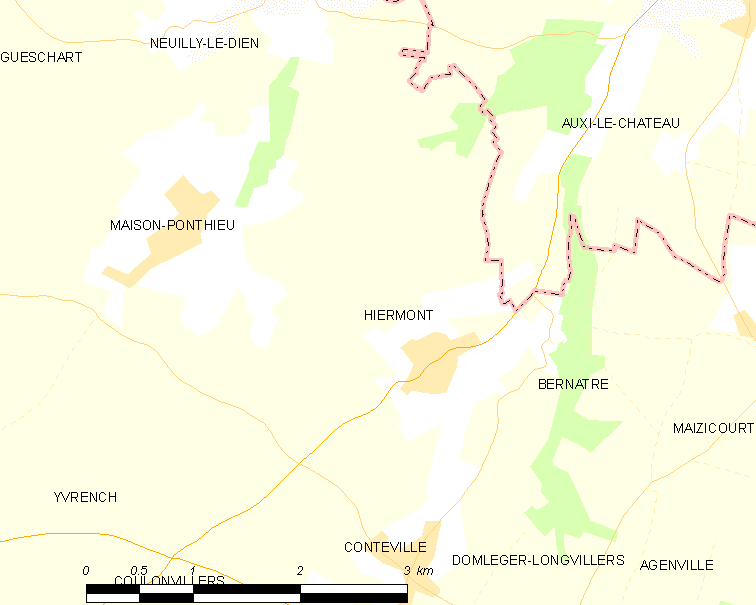
mapa del municipi

El 2007 la població de fet de Hiermont era de 128 persones. Hi havia 52 famílies de les quals 16 eren unipersonals (4 homes vivint sols i 12 dones vivint soles), 20 parelles sense fills, 12 parelles amb fills i 4 famílies monoparentals amb fills.
La població ha evolucionat segons el següent gràfic:
Habitants censats

### Habitatges

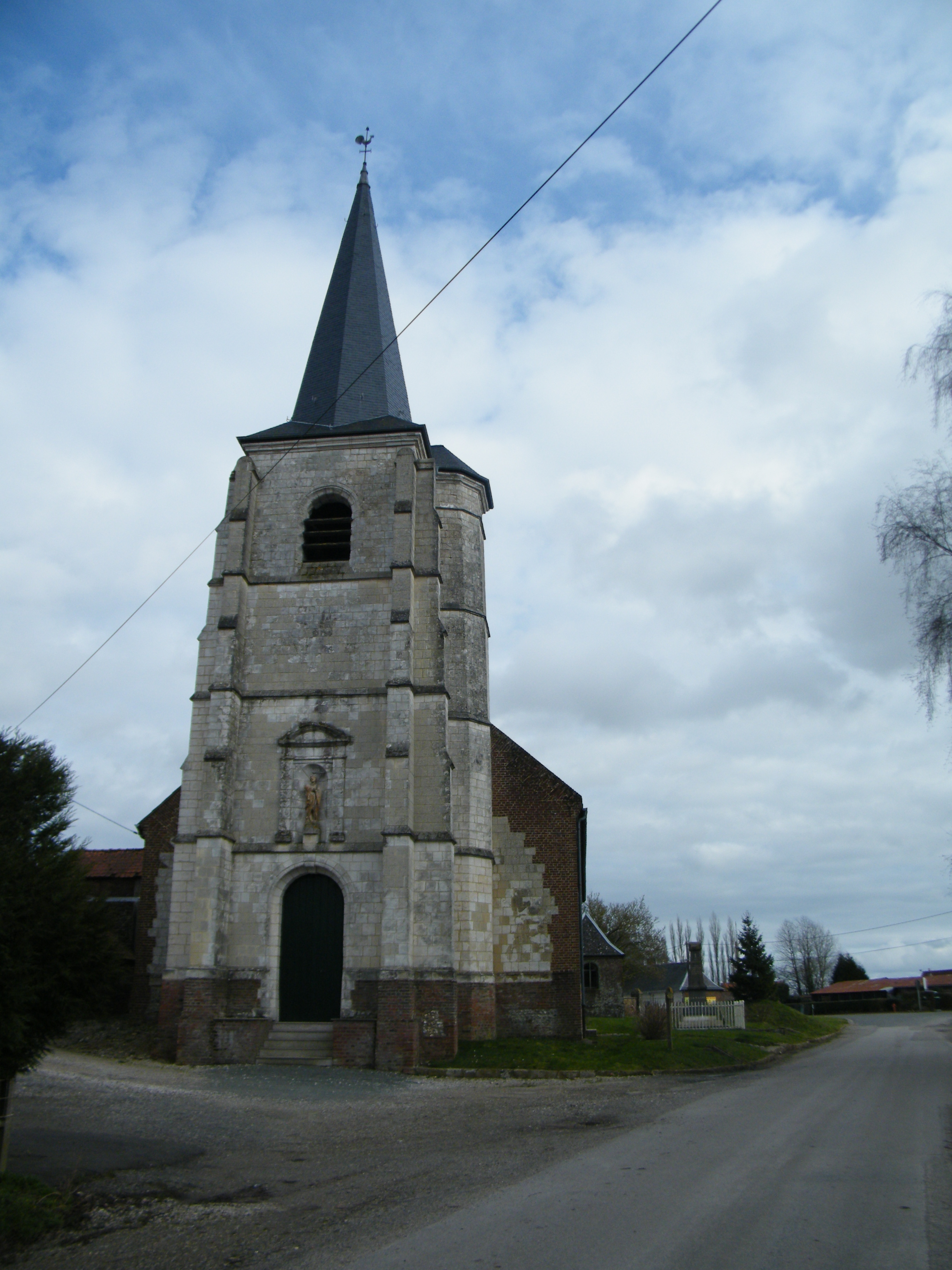
església

El 2007 hi havia 82 habitatges, 55 eren l'habitatge principal de la família, 13 eren segones residències i 14 estaven desocupats. Tots els 81 habitatges eren cases. Dels 55 habitatges principals, 41 estaven ocupats pels seus propietaris, 11 estaven llogats i ocupats pels llogaters i 3 estaven cedits a títol gratuït; 10 tenien tres cambres, 14 en tenien quatre i 31 en tenien cinc o més. 37 habitatges disposaven pel capbaix d'una plaça de pàrquing. A 29 habitatges hi havia un automòbil i a 13 n'hi havia dos o més.

### Piràmide de població

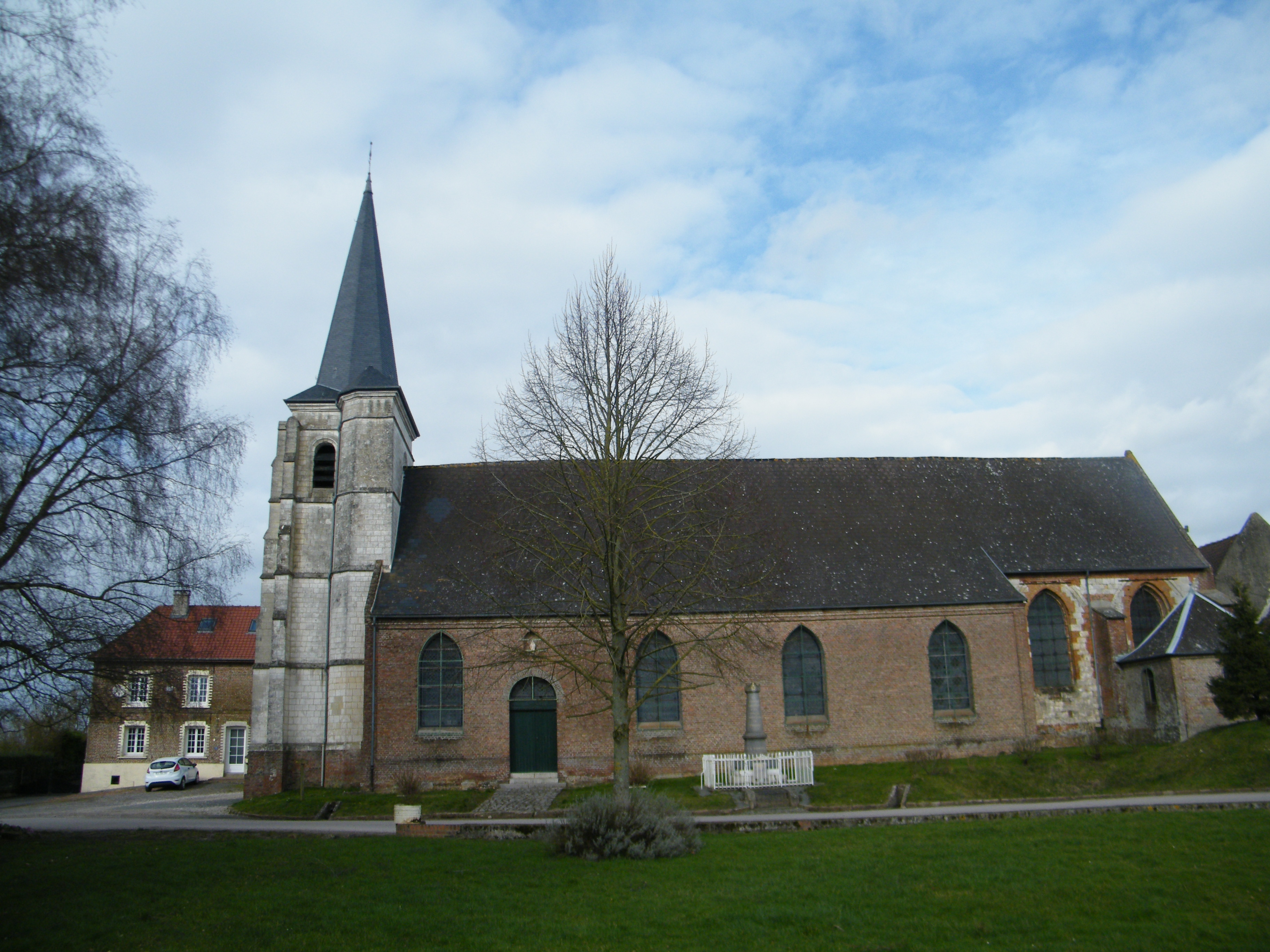

La piràmide de població per edats i sexe el 2009 era:
| Homes | Edats   | Dones |
| ----- | ------- | ----- |
| 0     | 95 o +  | 0     |
| 0     | 90 a 94 | 4     |
| 0     | 85 a 89 | 8     |
| 0     | 80 a 84 | 0     |
| 4     | 75 a 79 | 12    |
| 8     | 70 a 74 | 4     |
| 4     | 65 a 69 | 8     |
| 4     | 60 a 64 | 0     |
| 0     | 55 a 59 | 8     |
| 8     | 50 a 54 | 4     |
| 4     | 45 a 49 | 0     |
| 0     | 40 a 44 | 4     |
| 8     | 35 a 39 | 4     |
| 12    | 30 a 34 | 4     |
| 4     | 25 a 29 | 4     |
| 0     | 20 a 24 | 4     |
| 0     | 15 a 19 | 0     |
| 8     | 10 a 14 | 4     |
| 0     | 5 a 9   | 0     |
| 8     | 0 a 4   | 8     |

## Economia
El 2007 la població en edat de treballar era de 77 persones, 52 eren actives i 25 eren inactives. De les 52 persones actives 45 estaven ocupades (28 homes i 17 dones) i 7 estaven aturades (2 homes i 5 dones). De les 25 persones inactives 6 estaven jubilades, 3 estaven estudiant i 16 estaven classificades com a «altres inactius».

### Ingressos
El 2009 a Hiermont hi havia 59 unitats fiscals que integraven 138 persones, la mediana anual d'ingressos fiscals per persona era de 13.949 €.

### Activitats econòmiques

Dels 3 establiments que hi havia el 2007, 1 era d'una empresa alimentària, 1 d'una empresa de construcció i 1 d'una empresa classificada com a «altres activitats de serveis».
L'únic servei als particulars que hi havia el 2009 era una fusteria.
L'únic establiment comercial que hi havia el 2009 era una fleca.
L'any 2000 a Hiermont hi havia 6 explotacions agrícoles.

## Poblacions més properes
El següent diagrama mostra les poblacions més properes.